# تپه گورستان ریمله
تپه قبرستان ریمله مربوط به دوران پیش از تاریخ ایران باستان است و در شهرستان خرم‌آباد، بخش مرکزی، روستای ریمله واقع شده و این اثر در تاریخ ۷ آذر ۱۳۸۳ با شمارهٔ ثبت ۱۱۲۱۹ به‌عنوان یکی از آثار ملی ایران به ثبت رسیده است.